# Adrian Rus
Adrian Rus (* 18. März 1996 in Satu Mare, Rumänien) ist ein rumänischer Fußballspieler, der beim ungarischen MOL Fehérvár FC unter Vertrag steht.

## Vereinskarriere
Rus begann seine Karriere als Jugendlicher beim örtlichen Team Olimpia Satu Mare, bevor er 2015 nach Ungarn ging, wo er für Fehérgyarmat, Balmazújváros und Puskás Akadémia spielte. Von Puskás Akadémia wurde er an Sepsi OSK verliehen.
Am 25. Juni 2019 wechselte Rus zu Fehérvár.

## Nationalmannschaft
Rus erwarb früh die ungarische Staatsbürgerschaft, was ihn dazu berechtigt hätte für die ungarische Nationalmannschaft zu spielen. Allerdings bekannte er sich in einem Interview mit der Romanian Football Federation zu Rumänien und gab bekannt, für die rumänische Nationalmannschaft spielen zu wollen.
Er wurde in Rumäniens Team für die U-21-Europameisterschaft 2019 einberufen.
Auch im Jahr 2019 spielte er das erste Mal für die A-Nationalmannschaft gegen Malta.